# Paklitaxel

Strukturformel

Paklitaxel (varunamn Taxol) utvinns från idegran.[källa behövs] Det tillhör gruppen taxaner och är ett kemoterapeutiskt läkemedel som används i behandlingen av bland annat äggstockscancer, vissa former av bröstcancer samt Aids-relaterad Kaposis sarkom. 
Paklitaxel verkar genom att binda till den lumenala sidan av mikrotubuli och därigenom kompensera för den konformationsstress som GTP-hydrolys ger upphov till. Därigenom kan cancerceller inte genomgå mitos eftersom cytoskelettet inte kan kollapsa vilket krävs vid celldelning. Paklitaxel verkar även genom att inducera apoptos i tumörceller.[källa behövs]

## Användningsområde
Läkemedlet används primärt efter kirurgi eller strålbehandling och då som understödjande behandling. Syftet är att förhindra att tumörer sprids och att förlänga patienternas överlevnad.

## Biverkningar
Paklitaxel har flera biverkningar, bland annat perifera neuropatier som kan ge upphov till myalgi och muskeldomningar. Även benmärgssvikt är vanlig, med anemi och infektionskänslighet som följd.[källa behövs] Andra biverkningar är smärta i skelett och muskler samt allergiska reaktioner.